# برايان هووكس
برايان هووكس (بالإنجليزية: Brian Hooks)‏ هو ممثل أمريكي، ولد في 27 يوليو 1973 في بيكرسفيلد في الولايات المتحدة.

## وصلات خارجية
- برايان هووكس على موقع IMDb (الإنجليزية)
- برايان هووكس على موقع ميتاكريتيك (الإنجليزية)
- برايان هووكس على موقع قاعدة بيانات الفيلم (الإنجليزية)